# Together〜だれにも言えないこと〜
『ダイワハウスPresents Together〜だれにも言えないこと〜』（ダイワハウス・プレゼンツ・トゥギャザー だれにもいえないこと）は、2015年4月26日より原則として毎月最終土曜日23:00-翌0:00に「未来へつなぐ。土曜スタジアム」の枠内で放送されるBS-TBSの討論会の番組である。
2019年3月30日をもって「未来へつなぐ。土曜スタジアム」が終了したが、当番組は2019年4月以降単独番組化し毎月第1土曜 23:00-翌0:00で放送している。
番組は、今の日本の問題点、インターネット社会や、引きこもり、ニートの増加、家族との絆など、社会にあふれるいろいろな問題点を毎回一つずつ取り上げ、若者から老人まで幅広い年齢層の有識者・論者から意見を聞き、それぞれの世代の人たちは、これらの問題点をどう考えているかを徹底的に討論する。

## MC
- 残間里江子
- 古市憲寿

## 放送内容
1. 友だちがいないって、ヘンですか?
2. 結婚しないって、変ですか?
3. あなたにとって恥とは
4. 大人って何歳からですか?
5. どうする少子化!子供が増えるには?（本来の最終週は特別編成となるため、1週繰り上げで放送）
6. あなたにとって仕事とは何ですか?
7. 幸せな家族のカタチって何ですか?
8. あなたは何歳まで生きたいですか?
9. 女たちが斬る!女性が生きづらい日本
10. 今どきの青春とはなんだ!
11. あなたも暴走老人予備軍!?
12. 見た目って大事ですか?

## スタッフ
- プロデューサー：松井和彦
- 制作協力：TBS SPARKLE（旧TBS VISION）
- 製作著作：BS-TBS